# 石川孝志
石川 孝志（いしかわ たかし、1953年2月5日 - ）は、日本の元プロレスラー、花籠部屋所属の元大相撲力士。
石川 隆士および石川 泰士のリングネームでも活動していた（読みは同じ）。大相撲時代は大ノ海（おおのうみ）の四股名で活躍、最高位は西前頭4枚目。大相撲時代は身長179cm、体重123kg。

## 来歴
中学時代までは野球少年であったが、酒田南高等学校進学後に相撲に没頭、国民体育大会高校の部で優勝するなど実力を発揮、素質にも恵まれ、この時点で相撲部屋からのスカウトもあったがこれを断り日本大学に進学。名門日大相撲部で活躍し、全日本相撲選手権大会に優勝してアマチュア横綱など数多くのタイトルを獲得、主将も務めたが4年時に糖尿病を患った。これが後の力士廃業の理由である。
大学卒業後は大相撲の花籠部屋へ入門、1975年3月場所に幕下付出（60枚目格）で初土俵。アマチュア横綱経験者が初めて角界入りしたとして当初は注目を浴びた。巨漢ではないが取り口が巧みで、期待の技巧派力士として順調に幕内まで昇進するものの、糖尿病の再発を理由に24歳、1977年7月場所をもって廃業。なお四股名の大ノ海は、師匠であった11代花籠親方（元前頭3枚目：大ノ海久光）の四股名でもあり、それだけ将来を嘱望されていた。
廃業直後からプロレスへの転向を表明しており、1977年10月にはフリーの選手として全日本プロレスへ参加。当時の全日本プロレスでは、前年10月に天龍源一郎、同年7月にプリンス・トンガと、大相撲からの入団者が相次いでいた。全日本が石川を直接入団させず一旦フリーという扱いにしたのは、こうした背景から角界との軋轢を避けるためであったと言われている。
その後、ジャイアント馬場の意向もあり、武者修行のため渡米。元NWA世界ヘビー級王者パット・オコーナーのトレーニングを受けた後、11月3日にテキサス州アマリロにてリップ・ホークを相手にデビュー。約1年の全米サーキットを行い、ザ・ファンクスが主宰していたアマリロ地区（NWAウエスタン・ステーツ・スポーツ）では、ボブ・オートン・シニア、リッキー・ロメロ、ドン・カヌードル、J・J・ディロン、スコット・ケーシー、ジェイ・ヤングブラッド、ハンス・シュローダーなどと対戦。ミスター・ポーゴと組んでドリー・ファンク・ジュニア&テッド・デビアスともタッグマッチで対戦した。
1978年11月、国際プロレスの日本リーグ争覇戦にフリーの立場で凱旋帰国。予選リーグ戦ではラッシャー木村、キム・ドク、ディーン・ホーに次ぐBブロック4位の戦績を収め、シード選手だった大木金太郎の棄権で決勝トーナメントに繰り上げ出場。1回戦で木村に敗退したが、シリーズを通しての活躍が評価されて殊勲賞を獲得している。
1979年に全日本プロレスに正式入団。勢いのあるファイトが持ち味の中堅選手として活躍し、佐藤昭雄、阿修羅・原、マイティ井上をパートナーにアジアタッグ王座を再三獲得。佐藤とはルーファス・ジョーンズ&ビクター・リベラやグレート小鹿&大熊元司（極道コンビ）、原とはスーパー・デストロイヤー1号&2号や鶴見五郎&バズ・タイラー、井上とはアニマル浜口&寺西勇やサムソン冬木&川田利明（フットルース）などのチームを相手に防衛戦を行った。
また、トレーニング理論に一家言を持っていたことから、プロレス雑誌でトレーニング方法紹介の連載を持っていたこともある。全日本プロレスでの活動後期は、同じ日大相撲部出身で力士時代も同部屋であった輪島大士とタッグを組むことも多かった。
1988年12月に全日本プロレス所属選手としてプロレスラーを引退するが、1990年のSWS旗揚げに際し復帰・参加する。団体内チームによる対抗戦を特色としたSWS内では、団体のエースである天龍源一郎と同じレボリューションに所属。SWS崩壊後は天龍と行動を共にしWARに参加するが、あくまで天龍を看板としたWARに離反し、1994年9月新団体の設立を表明。1994年10月、石川・嵐（初代）・坂下博志の3名により東京プロレスとして立ち上げを表明する。
東京プロレス時代は、大仁田厚の引退試合相手への名乗り、ガッツ石松との異種格闘技戦を直訴（実現せず）など、当初は話題作りが先行した感が強かったが、1995年8月に東京プロレスがTWA認定タッグ王座を創設すると、他団体もしくはフリーの大物選手との交流が増え、石川への注目度も上昇した。参戦したアブドーラ・ザ・ブッチャーへの共闘ラブコールなどは有名である。1996年12月に「インディ統一機構」発足を前提として東京プロレスが活動終了するが、石川は新団体への移行を拒否して新東京プロレスを立ち上げ、古巣であるWARに参戦する。また、I.W.A.JAPANとの抗争時に団体名を新東京プロレス石川一家に改称。同時期に石川孝志として新日本プロレスにも参戦している。
1998年1月19日神奈川県藤沢市大庭市民センター大会奥村茂雄戦で再引退。元レフリー佐藤淳一によると前日の後楽園大会でのバッドニュース・アレン選手敗者引退マッチとして行われる予定が、寸前でタッグのタイトルマッチに変更されたという。その後、ビルの警備及び清掃を業務とする会社を設立して運営して活躍中。現在も母校である日大の清掃も請け負っている。

## 得意技
ダイビングギロチンドロップ
スモーピオンデスロック
相撲ラリアット
相撲の立合いの動作から放つラリアット。
相撲タックル
相撲の立合いの動作から放つショルダータックル。
ジャーマンスープレックス
喉輪落とし

## 入場曲
- Edge of Insanity（トニー・マカパイン） - WAR時代に使用
- Hercules（PARACHUTE） - 新東京プロレス時代に使用

## 獲得タイトル
- WWC北米タッグ王座（w / 園田一治）[11]
- アジアタッグ王座
  - 第36代 : 1981年6月11日（w / 佐藤昭雄）（防衛5回）（佐藤が負傷のため返上）
  - 第38代 : 1984年2月16日（w / 阿修羅・原）（防衛2回）
  - 第39代 : 1985年4月15日（w / 佐藤昭雄）（防衛0回）（原が蒸発のため返上）
  - 第42代 : 1985年10月31日（w / マイティ井上）（防衛2回）
  - 第44代 : 1987年7月30日（w / マイティ井上）（防衛2回）
- TWA認定タッグ王座（w / 安生洋二）
- CCWタッグ王座（w / 川畑輝鎮）
- BJW認定タッグ王座（w / 木村健悟）

その他
- 東京スポーツ新聞社制定プロレス大賞
  - 第5回 努力賞 : 1978年
  - 第8回 努力賞 : 1981年
  - 第16回 功労賞 : 1989年
- 浅草橋ヤング洋品店 48時間どこまで行けるかマラソン2
  - 3位（膝の靭帯を痛めながらも50時間17分で完走）

## 大相撲時代の成績
- 通算成績：98勝79敗 勝率.554
- 幕内成績：18勝27敗 勝率.400
- 現役在位：15場所
- 幕内在位：3場所
- 各段優勝
- 幕下優勝：1回（1975年7月場所）

### 場所別成績
| | 一月場所 初場所（東京） | 三月場所 春場所（大阪） | 五月場所 夏場所（東京） | 七月場所 名古屋場所（愛知） | 九月場所 秋場所（東京） | 十一月場所 九州場所（福岡） |
| --- | ----------------------- | ----------------------- | ----------------------- | --------------------------- | ----------------------- | --------------------------- |
| 1975年 （昭和50年） | x                       | 幕下付出60枚目 6–1      | 西幕下29枚目 6–1        | 西幕下12枚目 優勝 7–0       | 東十両12枚目 6–9        | 西幕下2枚目 3–4             |
| 1976年 （昭和51年） | 西幕下7枚目 5–2         | 東幕下3枚目 5–2         | 西十両13枚目 9–6        | 東十両8枚目 8–7             | 西十両7枚目 9–6         | 西十両筆頭 9–6              |
| 1977年 （昭和52年） | 東前頭12枚目 9–6        | 西前頭4枚目 4–11        | 西前頭11枚目 5–10       | 西十両2枚目 引退 7–8–0      | x                       | x                           |
| 各欄の数字は、「勝ち-負け-休場」を示す。 優勝 引退 休場 十両 幕下 三賞：敢=敢闘賞、殊=殊勲賞、技=技能賞 その他：★=金星 番付階級：幕内 - 十両 - 幕下 - 三段目 - 序二段 - 序ノ口 幕内序列：横綱 - 大関 - 関脇 - 小結 - 前頭（「#数字」は各位内の序列） |                         |                         |                         |                             |                         |                             |

### 幕内対戦成績
| 力士名   | 勝数 | 負数 | 力士名 | 勝数 | 負数 | 力士名   | 勝数 | 負数 | 力士名 | 勝数 | 負数 |
| -------- | ---- | ---- | ------ | ---- | ---- | -------- | ---- | ---- | ------ | ---- | ---- |
| 青葉城   | 1    | 1    | 大潮   | 1    | 1    | 大錦     | 1    | 0    | 北瀬海 | 0    | 1    |
| 麒麟児   | 0    | 1    | 蔵間   | 0    | 1    | 琴風     | 1    | 0    | 琴ヶ嶽 | 0    | 1    |
| 琴乃富士 | 0    | 1    | 大受   | 1    | 1    | 大登     | 0    | 1    | 隆ノ里 | 1    | 1    |
| 高見山   | 1    | 1    | 玉輝山 | 1    | 1    | 玉ノ富士 | 1    | 0    | 千代櫻 | 2    | 0    |
| 金城     | 0    | 1    | 羽黒岩 | 2    | 0    | 播竜山   | 1    | 2    | 富士櫻 | 0    | 1    |
| 増位山   | 0    | 1    | 舛田山 | 0    | 3    | 豊山     | 1    | 1    | 若獅子 | 0    | 2    |
| 若三杉   | 0    | 1    | 鷲羽山 | 0    | 1    |          |      |      |        |      |      |

## エピソード
- 学生時代より相撲での実績は抜群であり、大相撲入門後は師匠の四股名を継承していることから、力士としての周囲の期待は大きかった。
- 輪島大士とは日大相撲部から花籠部屋に進んだ先輩後輩であるが、2人は大相撲時代も仲が良かったようで、輪島の全日本プロレス入りに深く関わったとされる。それもあってか、石川の一度目の引退後に輪島も追随する形でプロレスから身を引いている。なお、その際は引退試合もセレモニーも一切なく、全日本からの発表とTV中継でアナウンサーが当人不在で「ごくろうさまでした」とコメントしただけだった。
- プロレスの現役時代より、東京都世田谷でスポーツ用品店を経営していた。
- 実家は地元で有名な菓子店である。現在は地元スーパーへの卸のみであり、店頭販売はしていない。